# Colonna sonora di Zodiac: Orcanon Odyssey
La colonna sonora di Zodiac: Orcanon Odyssey, videogioco di ruolo alla giapponese e di strategia a turni sviluppato e pubblicato dall'azienda francese Kobojo, è stata realizzata da Basiscape, società giapponese fondata da Hitoshi Sakimoto, con la partecipazione del progettista del suono Masaaki Kaneto, e pubblicata nel 2014 in formato digitale.
Musiche di Hitoshi Sakimoto.
1. Zodiac, Sirius Organization – 2:37
2. Zodiac (tema principale) – 2:41
3. Boss Fight – 2:31
4. Fire Dungeon – 2:31

Durata totale: 10:20